# アフィン包
数学におけるアフィン包（アフィンほう、英: affine hull）はアフィン空間論における普遍概念のひとつで、線型包 (linear hull) の概念と近い関係にある。
ユークリッド空間 Rn の部分集合 S のアフィン包は、S を含む最小のアフィン集合（アフィン部分空間）であり、あるいは同じことだが、S を含む全てのアフィン部分空間の交わりである。ここに「アフィン集合」とは線型部分空間を平行移動して得られる部分集合である。S のアフィン包を aff(S) で表せば、これは S の元のアフィン結合全体の成す集合
{\displaystyle {\text{aff}}(S)=\left\{\sum _{i=1}^{k}\alpha _{i}x_{i}\mid k\in \mathbb {N} ,\,x_{i}\in S,\,\alpha _{i}\in \mathbb {R} ,\,\sum _{i=1}^{k}\alpha _{i}=1\right\}}
に等しい。
部分集合 M が、特に二つの（あるいはそれ以上の数の）アフィン部分空間の合併 M = U ∪ V となっているとき、M のアフィン包を（アフィン）和空間 (Verbindungsraum) と呼ぶことがある。

## 定義
A を K-ベクトル空間の付随するアフィン空間で、M を A の部分空間とするとき、M のアフィン包とは、M を含む A の最小のアフィン部分空間、即ち M を含む A のアフィン部分空間すべての交わりを言う。
M は上記の如くとして、任意の点 P0 を取る（これがアフィン包の始点になる）。M に属する点に付随する平行移動ベクトル全体の成す集合
{\displaystyle V(M)=\lbrace {\overrightarrow {PQ}}:P,Q\in M\rbrace }
の線型包を H とする。つまり、H は V(M) に属するベクトルの任意の有限線型結合の集まりであって、それ自身はアフィン空間 A に付随するベクトル空間の線型部分空間を成す（詳細は線型包の項を参照）。このとき、M のアフィン包は P0 + H で与えられる。
空集合のアフィン包は空集合と定める。

## 例
- 相異なる二点の成す集合のアフィン包は、その二点を結ぶ直線である。
- 同一直線上にない三点の成す集合のアフィン包は、その三点を通る平面である。
- R3 内の同一平面上にない四点の成す集合のアフィン包は、全体空間 R3 である。
- 多項式 {\displaystyle \lbrace 1,x^{2},x^{3}\rbrace \subseteq \mathbb {R} [x]} のアフィン包は、曲線族 {\displaystyle \lbrace 1+a(x^{2}-1)+b(x^{3}-1):a,b\in \mathbb {R} \rbrace } である。この例は、アフィン包が一般には線型部分空間とはならないことを示す例になっている。

## 性質
- {\displaystyle \mathrm {aff} (S)} は閉集合である。

アフィン空間 A の任意の部分集合 M のアフィン包は
- 一意的に決まる（同型を除いて決まるばかりではなくて、具体的な集合として一つに決まる）。
- その次元が −1（空集合の次元）から全体空間の次元の間になる。
- A が実アフィン空間ならば、M の凸包を含みかつそのアフィン包にもなる。

アフィン空間 A の部分集合全体の成す族において、アフィン包をとる操作は閉包作用素になる。
- {\displaystyle \mathrm {aff} (\mathrm {aff} (S))=\mathrm {aff} (S)}

アフィン空間の（空集合および全体空間を含む）アフィン部分空間全体の成す集合族 T において、「合併のアフィン包をとる」操作は二項演算を定める。ここで、U ∈ V に対してそれらの合併のアフィン包
{\displaystyle U\vee V:={\text{aff}}(U\cup V)}
を部分空間 U と V とのアフィン和空間あるいは結びと呼ぶ。合併を交叉に取り換えて双対的に U と V との交わりも定義され、この二つの二項演算に関して T は分配束、特にブール代数となる。
- 二つのアフィン部分空間の結びと交わりに関する次元公式はアフィン部分空間の項参照。

## 関連概念
凸包アフィン結合の代わりに凸結合、即ち冒頭の式において各 αi を非負としてものを考えれば、S の凸包が得られる。アフィン包よりも制約条件がきついので、凸包はアフィン包よりも大きくはならない。
錐包同様に錐結合からは錐包の概念が得られる。
線型包逆に、αi に何の制約も与えなければ、アフィン結合は線型結合に置き換わり、得られる集合は S の線型包と呼ばれ、これは S のアフィン包を含む。